# Liste der Olympiasieger im Volleyball
Die Liste der Olympiasieger im Volleyball bietet einen Überblick über sämtliche Medaillengewinner in den Volleyballwettbewerben der Olympischen Sommerspiele. Aufgrund der umfangreichen Datenmenge erfolgt eine Unterteilung in vier Teillisten.
- Unter „Medaillengewinner“ sind sämtliche männlichen Medaillengewinner seit 1964 aufgeführt.
- Unter „Medaillengewinnerinnen“ sind sämtliche weiblichen Medaillengewinner seit 1964 aufgeführt.
- Die Liste „Die erfolgreichsten Teilnehmer“ führt sämtliche Athleten auf, die mindestens zwei Goldmedaillen und eine Silbermedaille gewonnen haben.
- Die Liste „Nationenwertungen“ enthält die Medaillenspiegel, aufgeschlüsselt nach Gesamtzahl der gewonnenen Medaillen und nach Geschlecht.

## Olympische Volleyballturniere der Männer
| Olympia             | Gold               | Silber           | Bronze             |
| ------------------- | ------------------ | ---------------- | ------------------ |
| 1964 Tokio          | Sowjetunion        | Tschechoslowakei | Japan              |
| 1968 Mexiko-Stadt   | Sowjetunion        | Japan            | Tschechoslowakei   |
| 1972 München        | Japan              | DDR              | Sowjetunion        |
| 1976 Montreal       | Polen              | Sowjetunion      | Kuba               |
| 1980 Moskau         | Sowjetunion        | Bulgarien        | Rumänien           |
| 1984 Los Angeles    | Vereinigte Staaten | Brasilien        | Italien            |
| 1988 Seoul          | Vereinigte Staaten | Sowjetunion      | Argentinien        |
| 1992 Barcelona      | Brasilien          | Niederlande      | Vereinigte Staaten |
| 1996 Atlanta        | Niederlande        | Italien          | BR Jugoslawien     |
| 2000 Sydney         | BR Jugoslawien     | Russland         | Italien            |
| 2004 Athen          | Brasilien          | Italien          | Russland           |
| 2008 Peking         | Vereinigte Staaten | Brasilien        | Russland           |
| 2012 London         | Russland           | Brasilien        | Italien            |
| 2016 Rio de Janeiro | Brasilien          | Italien          | Vereinigte Staaten |
| 2020 Tokio          | Frankreich         | ROC              | Argentinien        |
| 2024 Paris          | Frankreich         | Polen            | Vereinigte Staaten |

## Olympische Volleyballturniere der Frauen
| Olympia             | Gold               | Silber             | Bronze             |
| ------------------- | ------------------ | ------------------ | ------------------ |
| 1964 Tokio          | Japan              | Sowjetunion        | Polen              |
| 1968 Mexiko-Stadt   | Sowjetunion        | Japan              | Polen              |
| 1972 München        | Sowjetunion        | Japan              | Nordkorea          |
| 1976 Montreal       | Japan              | Sowjetunion        | Südkorea           |
| 1980 Moskau         | Sowjetunion        | DDR                | Bulgarien          |
| 1984 Los Angeles    | China              | Vereinigte Staaten | Japan              |
| 1988 Seoul          | Sowjetunion        | Peru               | China              |
| 1992 Barcelona      | Kuba               | Vereintes Team     | Vereinigte Staaten |
| 1996 Atlanta        | Kuba               | China              | Brasilien          |
| 2000 Sydney         | Kuba               | Russland           | Brasilien          |
| 2004 Athen          | China              | Russland           | Kuba               |
| 2008 Peking         | Brasilien          | Vereinigte Staaten | China              |
| 2012 London         | Brasilien          | Vereinigte Staaten | Japan              |
| 2016 Rio de Janeiro | China              | Serbien            | Vereinigte Staaten |
| 2020 Tokio          | Vereinigte Staaten | Brasilien          | Serbien            |
| 2024 Paris          | Italien            | Vereinigte Staaten | Brasilien          |